# Actinote pellenea
Actinote pellenea is een vlinder uit de familie van de Nymphalidae. De wetenschappelijke naam van de soort is voor het eerst geldig gepubliceerd in 1820 door Jacob Hübner.

## Ondersoorten
- Actinote pellenea pellenea
- Actinote pellenea equatoria (Bates, 1864)
- Actinote pellenea trinitatis (Jordan, 1913)